# Табернакль

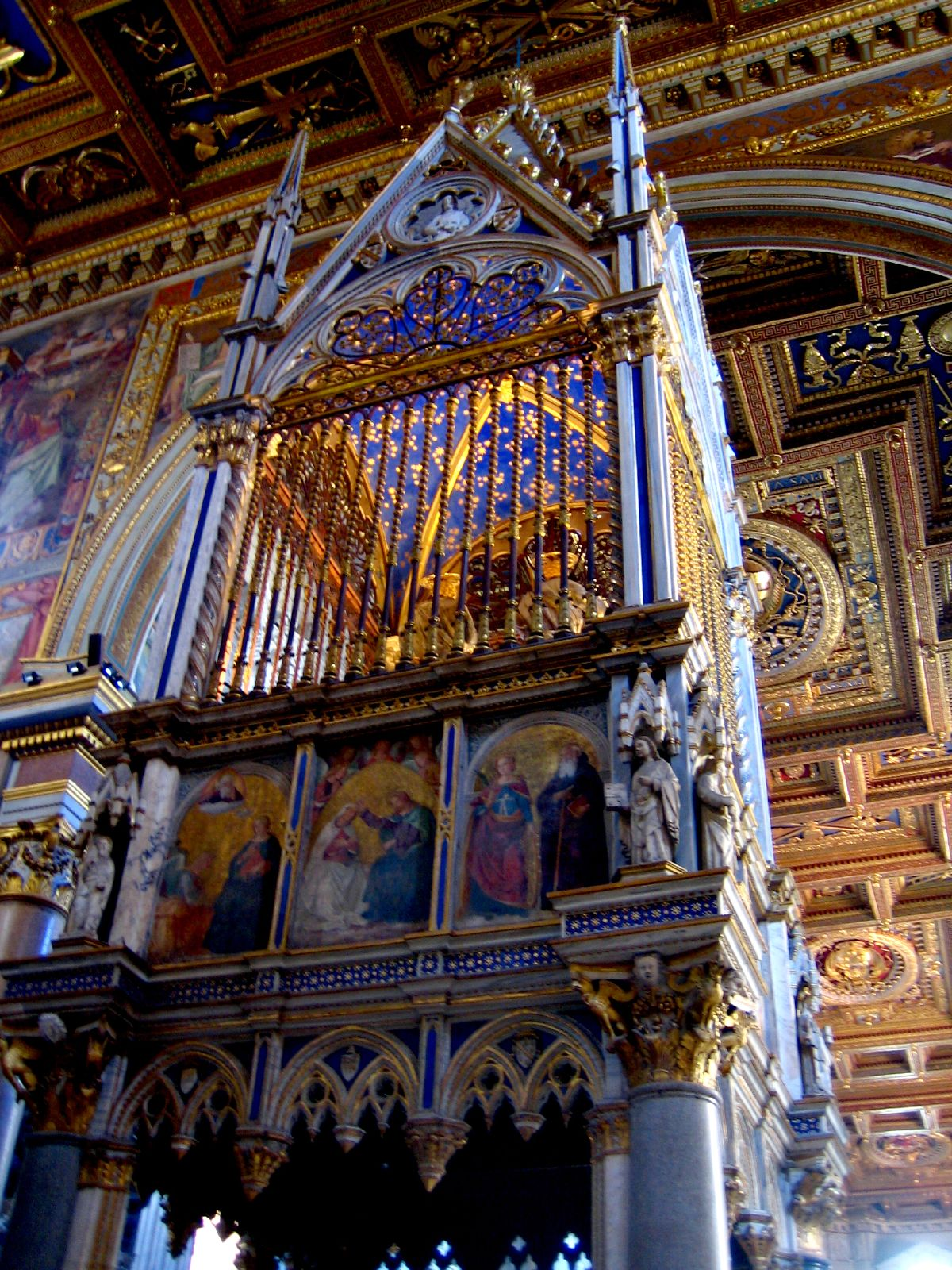
Табернакль з Латеранської базиліки з головами апостолів Петра та Павла

- Табернакль (від лат. tabernaculum — шатро) — в католицьких храмах споруда для зберігання предметів релігійного поклоніння, часто багато прикрашений (розписом, скульптурними зображеннями). Його прообразом є Скинія з Ковчегом Заповіту.
- Табернакль у багатьох європейських мовах — власне сама скринька зі Святими Дарами, тобто те, що в православній церкві називається дарохранильницею.
- Табернакль в архітектурі — характерна переважно для  готичного церковного зодчества вежеподібна відкрита прибудова або архітектурно оформлена ніша, призначена для розміщення статуй.
- Табернакль — особливий черевик з шарніром біля щогл, що перекидаються, на невеликих суднах, баржах і річкових яхтах